# Garibald II de Bavière
Pour les articles homonymes, voir Garibald (homonymie).
Garibald II († 640) est le troisième duc de Bavière, de 609 à 640. Il est de la famille des Agilolfinges, fils de Tassilon Ier, duc de Bavière.

## Biographie
Selon Paul Diacre, dans son Historia Langobardorum, il succède à son père Tassilon Ier, tué par les Slaves qui avaient envahi la Bavière et qui dévastent le pays, mais Garibald II réussit à organiser une contre-attaque et à chasser les Slaves.

## Enfants
Son épouse n'est pas nommée, mais Paul Diacre raconte par ailleurs que vers 610, les Avars envahissent le duché de Frioul, tuent le duc Gisulf II et son épouse Romhilde, puis emmènent en captivité leurs quatre filles. Deux d'entre elles, Acca et Geila, sont rachetées par des marchands et libérées et l'une d'elles épouse le prince des Bavarois tandis que l'autre épouse le prince des Alamans. Étant donné que prénom de Gisèle apparaît ensuite dans l'aristocratie bavaroise, Christian Settipani estime que c'est Geila qui a épousé un duc de Bavière, qu'il identifie pour des raisons chronologiques à Garibald II.
De ce mariage serait né le duc Théodon Ier de Bavière[citation nécessaire].